# ميدالية مصر (1882–1889)
ميدالية مصر (بالإنجليزية: Egypt Medal)‏ هي ميدالية عسكرية بريطانية مُنحت لرجال الجيش والبحرية البريطانيين الذين شاركوا في الحرب الإنجليزية المصرية التي انتهت باحتلال إنجلترا لمصر سنة 1882، وكذلك في العمليات العسكرية التي دارت في السودان في الفترة من 1884 إلى 1889.
كان يحق لجميع حاملي ميدالية مصر الحصول ـ فضلًا عنها ـ على واحدة من أربعة أصناف من نجمة الخديو.

## من أبرز الحاصلين عليها
- غارنت ولسلي
- فرانسيس دوق تيك
- ويليام مانلي
- جوزيف هنري بانكس
- تشارلز بارسونز